# 蕭飛賓
蕭飛賓（1953—2014年2月13日），台灣無人飛機研究的先驅、國立成功大學航空太空工程學系講座教授，因膽管癌於2014年2月13日去世，享壽63歲。蕭飛賓畢業於國立清華大學動力機械系、美國南加州大學航太系博士。蕭飛賓當選2006年美国航空航天学会會士，及2007年國際太空學院通訊院士，是兩岸唯一同時擁有雙殊榮的專家。
於2005年，由蕭飛賓帶領的無人飛機與微衛星團隊無人飛機天鵝號完成往返屏東東港、小琉球間16公里航程、於2009年，無人飛機黑面琵鷺號完成往返澎湖、台灣間92公里跨海飛行，締造亞洲新紀錄。
2014年成功大學黃煌煇校長擔任榮譽其治喪委員會主任委員，協助家屬辦理後事。 

## 外部連結
- 天妒英才 講座教授蕭飛賓辭世 成大不捨